# Winter-Universiade 2019/Bandy
Bei der Winter-Universiade 2019 wurden zwei Bandyturniere ausgetragen.

## Bilanz

### Medaillenspiegel
| Platz  | Land     | Gold | Silber | Bronze | Gesamt |
| ------ | -------- | ---- | ------ | ------ | ------ |
| 1      | Russland | 1    | 1      | –      | 2      |
| 1      | Schweden | 1    | 1      | –      | 2      |
| 3      | Norwegen | –    | –      | 2      | 2      |
| Gesamt | Gesamt   | 2    | 2      | 2      | 6      |

### Medaillengewinner
| Disziplin | Gold | Silber | Bronze |
| --------- | --- | --- | --- |
| Männer    | RusslandJuri Iwantschikow Pawel Andrejewitsch Pleschiwzew Wladislaw Weselow Michail Sergejew Sergei Gan Alexander Legoschin Jegor Daschkow Juri Bondarenko Artjom Katajew Nikolai Konkow Denis Petrow Bogdan Pawenski Daniil Kusmin Witali Usow Semjon Tschupin Wladislaw Kusnezow | SchwedenVictor Lindblom Niclas Rönnqvist Jerker Ortman August Elebring Oscar Rönnqvist Jakob Edberg Rasmus Linder Max Mårtensson Edward Sigfriedsson Elias Engholm Christian Frohm Jesper Norrman William Lövstedt Jonas Enander Joel Emanuelsson Axel Nilzon                                                 | NorwegenBrage Lae Øyvind Bø Johnsen Eirik Lunden Fridtjof Schmidt Jesper Tho Erik Audun Sørenesen Stian Stærkeby Bendik Sørenesen Lasse Torkildsen Jonas Tjomsland Simen Kjøllmoen Ole Stordahl Alexander Johnsen Isac Jerner Mathias Stensrud Simen Møller Emilhorgen Rasmussen |
| Frauen    | SchwedenMinna Norrgrann Virva Rylander Frida Viklund Linnea Larsson Kajsa Ericsson Erica Persson Ida Friman Julia Norrman Agnes Ögren Sanna Gustafsson Rut-Lina Berner Matilda Björk Öhman Matilda Svenler Emma Nilsson Nordholm Gabriella Aronsson Ebba Fridlund                  | RusslandTatjana Kusnezowa Xenija Kunz Olga Bogdanowa Marina Korzuchina Jelisaweta Morochotowa Karina Lipanowa Xenija Pan Jekaterina Spasenko Anastassija Starkowa Angelina Rodina Tatjana Kurnosowa Kristina Maschinskaja Anastassija Denisowa Wiktorija Toktubajewa Anna Leonowitsch Anastassija Schelestowa | NorwegenKaren Knutsen Thelma Bang Linnea Grønquist Nora Bakke Marie Bolme Julia Ahlborg Lene Aamodt Julie Storvik Martine Holm Ingebjørg Kvaal-Knutsen Ingrid Bjonge Ane Knutsen Tuva Askmann Nærby Sandra Andresen Follesø Birgitte Taugbøl Kragset Martine Krogsveen           |